# Calamus arugda
Calamus arugda är en enhjärtbladig växtart som beskrevs av Odoardo Beccari. Calamus arugda ingår i släktet Calamus och familjen Arecaceae. Inga underarter finns listade i Catalogue of Life.